# Ulrich Steenberg

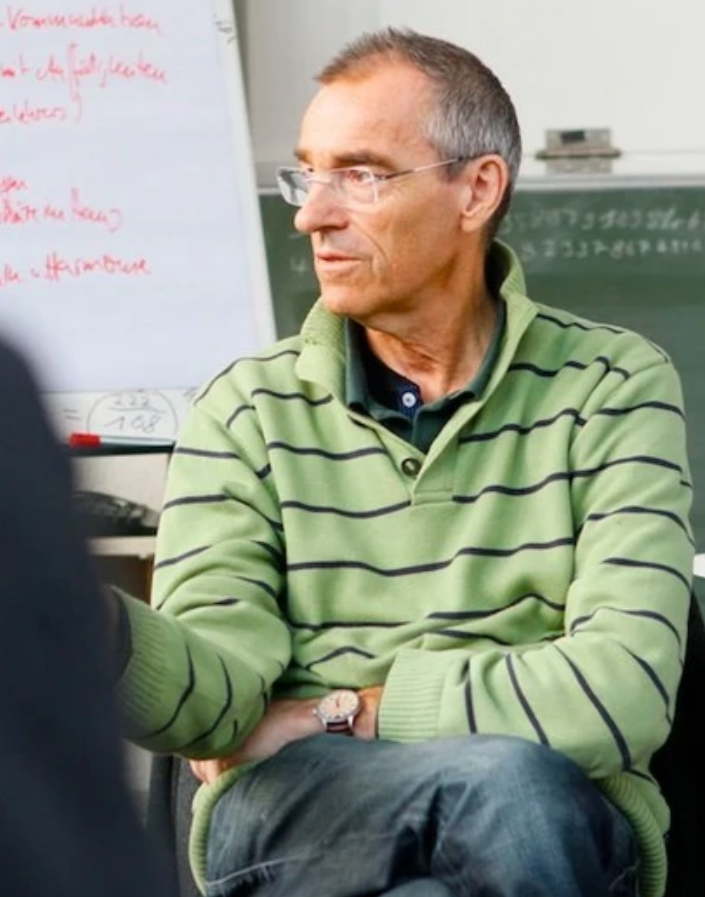
Ulrich Steenberg

Ulrich Steenberg (* 26. Dezember 1946 in Essen) ist ein deutscher Pädagoge, Studiendirektor, Diakon und Fachbuchautor. Er gilt als Experte für die Montessoripädagogik.

## Werdegang
Steenberg studierte Pädagogik, Germanistik und katholische Theologie an der Ruhr-Universität Bochum und Westfälische Wilhelmsuniversität Münster. Nach dem Referendariat in Nordrhein-Westfalen war er zunächst als Lehrer an unterschiedlichen Schulen tätig. Im Jahr 1978 übernahm er die didaktische Leitung der Bischöflichen Maria-Montessori-Gesamtschule in Krefeld. Von 1988 bis zu seinem Ruhestand im Jahr 2011 war er Direktor der Katholischen Fachschule für Sozialpädagogik in Ulm. Er ist verheiratet, hat drei Söhne und lebt in Ulm.
In dieser Zeit entwickelte er maßgeblich das, auf der Pädagogik von Maria Montessori basierende, pädagogische Konzept des Marchtalers Plan mit.
Ebenfalls entwickelte er mit den Ulmer Bilderbuchtagen und dem Ulmer Bilderbuchspatz einen der ersten Wettbewerbe, die sich ausschließlich mit der Qualität von Bilderbüchern beschäftigten.
Er gründete die Montessori Akademie Süd, die seit den 1990er Jahren Kurse zum Erwerb des Montessori Diploms anbietet.
Sowohl an der Pädagogischen Hochschule Weingarten, wie auch international lehrt er die Grundprizien der Montessoripädagogik.

## Werke (Auswahl)
- Das Montessori-Elternbuch, Herder Verlag GmbH, Freiburg 2018
- Montessori-Pädagogik in der Kita, Herder Verlag GmbH, Freiburg 2014
- Montessori-Pädagogik im Kindergarten: Profile für Kitas und Kindergärten, Herder Verlag GmbH, Freiburg 2008
- Kinder kennen ihren Weg: Ein Wegweiser zur Montessori-Pädagogik, Klemm & Oelschläger, Ulm 2007
- Kinder finden ihren Weg: Montessori – das Elternbuch, Herder Verlag GmbH, Freiburg 2004